# 平安太平洋銀行
平安太平洋國際银行（英語：Security Pacific National Bank，SPNB）是美国大型银行。总部设在美国加利福尼亚的洛杉矶。 在1992年，被美国银行合併。

## 歷史
1868年9月1日，伊薩亞斯·W·赫爾曼與范斯高·P·天普在洛杉磯建立了一間公司，即洛杉磯農民和招商銀行的前身，而該銀行後來成為平安第一國際銀行（Security First National Bank）的前身。
1967年，平安第一國際銀行收購太平洋國家銀行（Pacific National Bank），並改組為平安太平洋國際銀行。